# Чита (аэропорт)
Междунаро́дный аэропо́рт Чита́ (Кадала́) (IATA: HTA, ICAO: UIAA) — является аэропортом федерального значения, расположен в 18 км от центра города Читы — столицы Забайкальского края, в 8 км от федеральной автотрассы Москва — Чита — Хабаровск — Владивосток и автомобильной дороги Москва — Чита — Забайкальск, в 500 м от Транссибирской магистрали.

## Общие сведения
Аэропортовый комплекс располагает бетонной взлетно-посадочной полосой размером 2800×60 м, перроном площадью 85,33 тыс. м2 с десятью местами стоянок для воздушных судов 1 класса, двумя аэровокзалами общей площадью 9 тыс. м2, грузовым терминалом.
Пропускная способность взлётно-посадочной полосы составляет 10 взлетно-посадочных операций в час, аэровокзала внутренних воздушных линий — 200 пасс./час, международного аэровокзала — 100 пасс./час. Имеется пункт пропуска через государственную границу.
С 2007 года международный аэропорт Чита входит в состав холдинга ООО «Новапорт».
По результатам 2013 года Международный аэропорт Чита (Кадала), по рейтингу ACI-Europe (Airport Council International), был включен в топ-5 по динамике развития среди российских и европейских аэропортов в подгруппе «малые» аэропорты (до 5 млн пасс. в год).
В 2014 году закончена реконструкция терминала внутренних воздушных линий. В рамках реконструкции увеличена площадь зон регистрации и досмотра, а также организован новый зал ожидания для пассажиров, вылетающих внутренними авиарейсами.
В аэропорту базируется региональная авиакомпания Аэросервис.

## История

### Первый аэропорт в Чите
Развитие гражданской авиации в Забайкалье началось с 1930 года, когда правление Добролёта приняло решение об изыскании воздушной линии Иркутск — Владивосток с промежуточными посадками в Верхнеудинске, Чите, Рухлово, Бочкаревке, Хабаровске. Первая авиалиния Иркутск — Чита — Нерчинск — Могоча была открыта уже в сентябре 1930.
20 сентября 1932 года в Чите была открыта аэростанция, где производился технический осмотр и заправка самолётов, и в том же году была открыта воздушная авиалиния Москва  —  Владивосток, на которой Чита была одним из пунктов промежуточной посадки. В то время выполнялись только почтовые полёты на самолётах К-5, СП-6, Р-1.
В 1935 году в аэропорту было организовано авиационное звено в составе 5 самолётов Р-5 (П-5), открыто воздушное сообщение с Ципиканом, а через год с  Хапчерангой. Основной задачей полётов являлось обслуживание золотодобывающей и горнорудной промышленности, геологов и охотников на севере Бурятии и Читинской области. Также выполнялись полёты по санитарным заданиям.
На базе аэропорта и лётного подразделения в 1936 году было создано Читинское объединённое авиапредприятие.

### Аэропорт Чита (Кадала)
В 1938 году аэропорт из района Читы-1 был перебазирован на нынешнее место.
27 марта 1950 года СССР и КНР заключили соглашение об образовании Советско-Китайского акционерного общества гражданской авиации (СКОГА) в целях организации воздушного сообщения между странами. По условиям соглашения одной из новых авиалиний стала авиалиния Чита — Пекин.
В том же году в районе Кадалы приступили к строительству нового здания аэровокзала, которое было сдано в эксплуатацию в 1952 году. Начальником аэропорта в это время был ветеран Великой Отечественной войны Поляков Петр Алексеевич.
В 1960 году было начато строительство бетонной взлетно-посадочной полосы, которое длилось 5 лет. Новая полоса позволила открыть прямое воздушное сообщение Чита — Москва на самолёте Ту-104 с 1965 года. А с 1968 года из Читы стали выполняться регулярные пассажирские рейсы в Ленинград, Владивосток, Якутск. К концу 60-х годов аэропорт мог принимать и обслуживать любой тип авиатехники, состоявшей в эксплуатации в гражданской авиации Советского Союза, в т.ч. на тот момент самый крупный в мире пассажирский самолёт Ту-114 и флагман советских магистральных авиалиний самолёт Ил-62.
В 1978 году в Чите начала формироваться эскадрилья самолётов Ту-154, и с декабря 1980 года читинские пилоты стали обслуживать авиалинии Чита — Омск — Москва и Чита — Новосибирск — Москва.
В восьмидесятые годы развитие читинского авиапредприятия было самым стремительным. Пассажиропоток постоянно увеличивался, в связи с чем к декабрю 1988 года был построен и сдан в эксплуатацию второй терминал Б.
В 1992 году Читинское авиапредприятие, на балансе которого находились аэропорт, воздушные суда и другое имущество, по решению работников было преобразовано в АО «Читаавиа» с переходом государственного имущества в собственность предприятия. Контрольный пакет акций находился у трудового коллектива.
19 апреля 1993 года Читинский аэропорт получил статус международного. К концу 1993 были завершены работы по усилению и расширению ВПП в соответствии с нормам ИКАО.
В 1995 были открыты регулярные международные полеты в Пекин, Харбин, Хайлар, чартерные полеты в Грецию, Турцию, Южную Корею, Монголию, Югославию, которые выполнялись пилотами ОАО «Читаавиа».
Малая авиация (рейсы местного и регионального значения) выделилась в самостоятельную авиакомпанию «Даурия» в 1999 году.
В 2004 году контрольный пакет акций был собран московской группой «Центр-Капитал» и в июне АО «Авиакомпания «Читаавиа» была переименована в ОАО «Аэропорт Чита» (АэроЧита). В январе 2005 года действие сертификата эксплуатанта воздушных судов было приостановлено, а затем аннулировано.
В 2007 году 100% акций акционерного общества были приобретены подконтрольной Роману Викторовичу Троценко AEON Corporation, и аэропорт стал входить в состав группы компаний Новапорт. Вместе с аэропортом были приобретены и прилегающие к нему земельные участки - примерно 100-200 гектар. Сумма сделки составила около $20 млн.

### Владельцы
| Период владения | Период владения | Сумма сделки                                | Владелец                                                                                  | Бенефециарный владелец                                                                    |
| --------------- | --------------- | ------------------------------------------- | ----------------------------------------------------------------------------------------- | ----------------------------------------------------------------------------------------- |
| 1992            | 2004            | приватизация                                | Акционеры открытого (публичного) общества, контрольный пакет акций у трудового коллектива | Акционеры открытого (публичного) общества, контрольный пакет акций у трудового коллектива |
| 2004            | 2007            | приобретение в рамках процедуры банкротства | Авиакомпания Вим-Авиа (100% акций) Инвестиционная группа «Центр-Капитал»                  | Рашид Мавияевич Мурсекаев                                                                 |
| 2007            | н. в.           | $ 20 млн.                                   | ООО Новапорт (100% акций) Инфраструктурная корпорация АЕОН                                | Роман Викторович Троценко                                                                 |

## Статистика
| год                             | 2005 | 2006 | 2007 | 2008 | 2009 | 2010 | 2011 | 2012 | 2013 | 2014 | 2015 | 2016 | 2017 | 2018 | 2019 | 2020 | 2021 |
| Пассажиропоток, тыс. пасс.      | 118  | 128  | 143  | 163  | 146  | 173  | 201  | 241  | 313  | 324  | 306  | 318  | 359  | 390  | 455  | 346  | 515  |
| Грузопоток, тыс. т              |      |      |      | 1,66 | 1,18 | 1,60 | 2,11 | 2,08 | 2,60 | 2,61 | 2,66 | 3,10 | 3,29 | 3,06 | 1,95 | 1,96 | 2,61 |
| год                             | 2022 | 2023 |      |      |      |      |      |      |      |      |      |      |      |      |      |      |      |
| Пассажиропоток, тыс. пассажиров | 580  | 732  |      |      |      |      |      |      |      |      |      |      |      |      |      |      |      |
| Источники:                      |      |      |      |      |      |      |      |      |      |      |      |      |      |      |      |      |      |

## Технические характеристики

### Лётное поле
Взлетно-посадочная полоса
Размер 2800 X 56 м.
ИВПП 11/29. Класс ВПП — В;
ССО — ВПП-11:ОМИ, ВПП-28:ОВИ-1;
Прочность покрытия — PCN 49/R/A/W/T;
Магнитный путевой угол посадки — 109° / 289°
Количество рулежных дорожек — 7.
Перрон (с цементобетонным покрытием) длина 207,5, ширина 188 метров, площадью 39010 квадратных метров. Расширение перрона (с цементобетонным покрытием) длина 112 метров, ширина 180 метров, площадью 20160 квадратных метров. Перрон (с асфальтобетонным покрытием) длина 340 метров, ширина переменная, площадь — 65843 квадратных метров.
На перроне расположены 13 мест стоянок для ВС:
- 3 стоянки для ВС типа Boeing 757, 767, А 321, А 330
- 7 стоянок для ВС типа Boeing 737, А 319, 320; Ту 154
- 3 стоянки для ВС типа Ан-24, CRJ-200, ATR-42, вертолетов всех типов

### Аэропортовый комплекс
- пассажирский терминал внутренних воздушных линий — 200 пасс./час,международного аэровокзала — 100 пасс./час
- топливозаправочный комплекс (принадлежит ЗАО «СибавиаТЭК»)

### Принимаемые типы воздушных судов
Ан-12, Ан-24, Ан-26, Ан-28, Ан-30, Ан-32, Ан-72, Ан-74, Ан-124-100, Ан-140, АН-148,
Ил-18, Ил-62, Ил-76, Ту-134, Ту-154, Ту-204/214, Як-40, Як-42, SSJ-100,
Boeing 737, Boeing 757—200, Boeing 767,
Airbus 310, Airbus A319/320/321, Airbus 330,
МД-82, ВАe-146, ATR 42, ATR 72, CRJ-100/00, Cessna 208, L-410, Dash 8, Bombardier Global Express, Fokker 50,
самолёты 3-го и 4-го классов, а также вертолёты всех типов

## Транспортное сообщение
До аэропорта Чита можно добраться на маршрутном такси №14 и №12 от остановки «Железнодорожный вокзал», а также автобусом № 40Э от Агентства «Авиаэкспресс» (ул. Ленина 55) до аэропорта.
Маршрут движения:
- Агентство «Авиаэкспресс» (ул. Ленина 55) — ОДОРА — Ж\д вокзал — пл. Ленина — ТЦ Палермо — Пожарка — пр. Советов — м-н Магистральный — ПУ-33 — Аэропорт.
- Аэропорт — ПУ-33 — м-н Магистральный — пр. Советов — ул. Володарского — Пожарка — Диспетчерская — ул. Амурская — Ж\д вокзал — ОДОРА -Агентство «Авиаэкспресс» (ул. Ленина 55)

## Происшествия и катастрофы
| Дата, время местное   | Воздушное судно      | Авиакомпания                                | количество жертв / количество человек на борту (П+Э) | Описание |
| --------------------- | -------------------- | ------------------------------------------- | ---------------------------------------------------- | --- |
| 18 мая 1973 10:38     | Ту-104А СССР-42379   | Аэрофлот Иркутский объединённый авиаотряд   | 81 / 72+9                                            | Во время снижения прибывающее воздушное судно подало сигнал ССО, после чего экипаж доложил диспетчеру, что из салона поступило требование изменить направление полёта, и прекратил снижение на эшелоне 6500 метров. Менее чем через 2 минуты милиционер, находящийся на борту самолёта, попытался обезвредить преступника, выстрелив ему в спину, но раненный захватчик смог активировать самодельное взрывное устройство. |
| 17 июля 1976          | Ту-104А СССР-42335   | Аэрофлот Иркутский объединённый авиаотряд   | 0 / 110+7                                            | После отрыва от полосы, самолёт не смог набрать высоту, пролетев 322 метра коснулся земли и еще через 120 метров столкнулся основными стойками шасси с железнодорожной насыпью, после чего перелетев железнодорожные пути упал на землю. Эвакуацию удалось завершить до того как воздушное судно было полностью объято пламенем. Бортпроводник, штурман и 4 пассажира получили травмы. Причина — нарушение экипажем требований РЛЭ — принятие решения на вылет с превышением максимальной взлётной массы для фактических метеоусловий. |
| 8 октября 1980        | Ту-154Б-2 СССР-85321 | Аэрофлот Хабаровский объединенный авиаотряд | 0 / 174+10                                           | Грубая посадка с недолётом 240 метров до ВПП из-за ошибки экипажа и нарушений персонала службы перевозок аэропорта вылета правил загрузки (центровки) воздушного судна в Барнауле. После посадки произошло разрушение всех стоек шасси и разделение фюзеляжа на две части. Ранения получили 2 члена экипажа и 2 пассажира. |
| 16 марта 1990         | Ан-28 СССР-28702     | Аэрофлот Читинский объединенный авиаотряд   | 0 / 0+2                                              | Из-за ошибки экипажа во время тренировочного полёта произошло касание земли до ВПП с повреждением основных шасси и последующим уходом на второй круг. Со второй попытки самолёт удачно совершил посадку — пострадавших не было. Впоследствии воздушное судно было списано. |
| 30 октября 1992 04:47 | Ан-8 69346           | ИЧП Авиа                                    | 14 / 9+5                                             | Остановка двигателей самолёта на предпосадочной прямой из-за нехватки топлива. Столкновение с землёй произошло на удалении 1,6 км до ВПП. Перевозимый груз — 3 легковых японских автомобиля, красная икра и рыба с Камчатки. Причины — нарушение экипажем правил подготовки к полету (перегруз компенсированный недобором топлива), ошибка экипажа (непринятие решения ухода на ближайший аэродром при достижении минимального остатка топлива).                                                                                       |